# Bathwater
Bathwater è una canzone ska punk del gruppo musicale statunitense No Doubt, pubblicata come quarto e ultimo singolo dall'album Return of Saturn (2000).

## Il brano
Il brano è stato scritto da Tom Dumont, Tony Kanal, e Gwen Stefani; prodotto da Glen Ballard; registrato da Alain Johannes e mixato da Jack Joseph Puig.

## Il video
Il videoclip del brano è stato diretto da Sophie Muller, che aveva già lavorato con i No Doubt per il precedente singolo Simple Kind of Life e per altri pezzi. Nel video Adrian Young appare nei panni di una drag queen, mentre le Pussycat Dolls compaiono nel ruolo di un gruppo di ballerine burlesque.

## Tracce
1. Bathwater - 4:03
2. Beauty Contest - 4:14
3. Under Constraction - 3:12
4. Ex-Girlfriend (Acoustic Live) - 3:50

## Classifiche
| Classifica (2000)           | Massima posizione |
| --------------------------- | ----------------- |
| Australian Singles Chart    | 79                |
| German Singles Chart        | 73                |
| Classifica (2001)           | Massima posizione |
| U.S. Billboard Adult Top 40 | 39                |
| Classifica (2004)           | Massima posizione |
| UK Singles Chart            | 14                |

## Formazione

### Gruppo
- Gwen Stefani – voce
- Tom Dumont – chitarra, tastiere
- Tony Kanal – basso
- Adrian Young – batteria, percussioni

### Altri musicisti
- Gabrial McNair - piano, trombone
- Stephen Bradley - tromba